# La Persécution : sa formation en Europe, Xe-XIIIe siècle

La Persécution : sa formation en Europe, Xe – XIIIe siècle (titre original anglais : The Formation of a Persecuting Society. Power and Deviance in Medieval Europe, 950-1250) est un essai historique de l'historien britannique Robert I. Moore paru en 1987, puis en 2007 dans une seconde édition (non traduite en français) augmentée de deux chapitres. La thèse centrale de l'ouvrage, selon laquelle la société occidentale est structurellement persécutrice à l'égard de certains groupes depuis le Moyen Âge, est abondamment citée et discutée dans le monde entier parmi les historiens et les spécialistes de sciences sociales.

## Thèse et développements
Robert I. Moore développe l'idée qu'un phénomène systémique d'intolérance et de persécution des minorités (en particulier des Juifs, des hérétiques, des "infidèles", des homosexuels, des lépreux, puis un peu plus tard des sorcières) a pris forme dans l'Occident latin à partir du Moyen Âge central, entre l'an mil et 1200 environ, en relation avec la construction de pouvoirs centralisés dotés d'appareils bureaucratiques, qu'il s'agisse de l'Église catholique ou des États royaux et princiers. Dirigeants et élites auraient attisé l'intolérance et en auraient joué pour asseoir leur domination, mais aussi dans le cadre de leurs luttes internes.
Ce modèle d'analyse est développé par R. I. Moore concernant la répression des hérésies dans The War on Heresy. Faith and Power in Medieval Europe, paru en 2012 et traduit en français en 2017 sous le titre Hérétiques. Résistances et répression dans l'Occident médiéval. Dans cette relecture complète de l'histoire des mouvements hérétiques du Moyen Âge central, l'auteur soutien l'idée (qui rejoint les positions de Mark G. Pegg, Monique Zerner, Jean-Louis Biget ou encore Uwe Brunn) selon laquelle les hérétiques n'appartenaient pas à une ou des Églises bien structurées et hiérarchisées : ils étaient des chrétiens enclins à résister obstinément aux transformations connues par l'Église romaine depuis la réforme grégorienne, attachés à la pauvreté évangélique et opposés aux privilèges du clergé.
En 2013 s'est tenu à Londres, à University College et au Warburg Institute, un colloque international intitulé Catharism : Balkan Heresy or Construction of a Persecuting Society ? (Le catharisme : hérésie des Balkans ou construction d'une société persécutrice), centré sur une discussion des thèses avancées par R. I. Moore dans La persécution : sa formation en Europe, Xe – XIIIe siècle et dans Hérétiques. Résistances et répression dans l'Occident médiéval. Un livre intitulé Cathars in Question, paru en 2016, réunit les actes de ce colloque.
John H. Arnold, Professeur à l'Université de Cambridge, consacre en janvier 2018 un article à une mise en perspective de La persécution : sa formation en Europe et de son rôle dans l'historiographique, 30 ans après la première édition. L'auteur, tout en suggérant certaines limites de l'ouvrage, souligne que "le livre de R. I. Moore a fondamentalement transformé la façon dont les historiens du Moyen Âge pensent la répression des hérésies et des divers représentants de l'altérité dans la société médiévale".

## Plan de l'ouvrage
- Introduction
- Chapitre 1. Persécution (la communauté des fidèles, les hérétiques, les Juifs, les lépreux, l'ennemi commun)
- Chapitre 2. Classification
- Chapitre 3. Pureté et danger
- Chapitre 4. Pouvoir et raison
- Chapitre 5 [2006]. Une société persécutrice
- Chapitre 6 [2006]. Excursus bibliographique : le débat sur la société persécutrice

## Résumés des chapitres
- Chapitre 1. Persécution

- La communauté des fidèles, les hérétiques  
Avec la disparition de l’arianisme (à partir du cinquième siècle après J.-C.) débute pour l’Église d’Occident une période de cinq siècles sans mouvement hérétique. Mais au onzième siècle, sous l’influence de nouveaux courants de pensée, ou en réaction à la Réforme grégorienne, qui ne répond pas à leurs attentes, se forment des groupes de croyants rejetant les nouveaux cadres institutionnels. Après une période de tolérance, les autorités civiles et religieuses entreprennent de réprimer ces groupes contestataires. La décrétale Ad abolendam, en 1184, est une étape importante dans la préparation de l'événement (décisif selon R. I. Moore) que constitue le quatrième concile du Latran (1215). Ce dernier fixe rigoureusement les « conditions d’appartenance » à l’Église d’Occident, en vue de « la défense de la foi chrétienne » (p. 10), défense dirigée dans un premier temps contre les hérétiques. La répression, désormais centralisée, ne cesse alors de s’amplifier contre les communautés jugées déviantes dans la foi, ce qui  entraîne bientôt la naissance de l’Inquisition.
- Les Juifs
R.I. Moore associe à la persécution des populations juives des racines anciennes, remontant à l'antiquité romaine, durant laquelle les Juifs sont entourés d'une double dynamique. Protégés par les autorités séculières, ils sont également soumis à une malveillance spécifique, encouragée par les pouvoirs ecclésiastiques. Ce phénomène, que Moore apparente à la naissance de l'antisémitisme, s'accentue à partir du XIe siècle, dans un contexte de croisade, où la prédication virulente contre les Juifs catalyse une pensée préexistante et hostile à l'égard de ces populations. De l'image stéréotypée du Juif, ennemi du Christ, pactisant avec le diable, découle alors celle du sorcier. Elle se cristallise autour d'accusations spécifiques : meurtres rituels d'enfants, sexualité diabolique, conspiration et saleté. Parallèlement, une exploitation systématique des Juifs, justifiée par leur statut de « serfs du roi », se met en place de manière significative au sein du royaume de France de Philippe Auguste : s'alternent des phases d'expulsion et de récupération des biens. Le contre-exemple anglais permet à Moore d'en conclure à une législation antisémite discontinue dans le temps et l'espace, s'appuyant non pas sur l'hostilité populaire, mais bien sur un dispositif de persécution façonné par les élites.
-Les lépreux ; l’ennemi commun 
La persécution des lépreux est plus difficile à mesurer que celle des Juifs ou des hérétiques à cause de l’attitude ambivalente des occidentaux, entre charité et rejet, à l’égard de la lèpre au cours du Moyen Âge. Néanmoins, le concile de Latran III (1179) marque pour Moore une rupture puisqu’il prévoit des mesures pour écarter les lépreux du reste de la société, mesures souvent attestées dans les sources. Le lépreux n’a alors plus ni protection ni biens dans ce monde. Ces mesures coïncident avec l’essor des léproseries, qui participent à la ségrégation des lépreux. Si ces fondations restent surtout des œuvres charitables qui offrent à leurs pensionnaires une vie plus facile qu’à l’extérieur, il ne faut pas les considérer sous ce seul aspect. Moore trouve des signes qu’à la fin du XIIe siècle, la population s’inquiète de la propagation de la lèpre et demande aux pouvoirs locaux d’établir les malades loin de leur ville, notamment dans les léproseries. On peut alors imaginer que l’attitude pitoyable envers les lépreux s’est transformée en une attitude coercitive. 
Moore conclut ce chapitre en montrant le caractère interchangeable des populations persécutées. L’hérésie est en effet un péché depuis longtemps associé à la lèpre, maladie perçue comme signe d’hostilité envers l’Église. De même, les Juifs sont associés à l’ordure et à la puanteur, ce qui les rapproche des lépreux et donc des hérétiques, tous trois considérés comme l’intermédiaire du diable pour subvertir l’ordre chrétien.
- Chapitre 2. Classification

Moore tente ici une analyse de la construction des catégories dans lesquelles sont classées – et ainsi définies – les victimes de la société persécutrice. Mettant en évidence la coïncidence frappante, tant chronologique que formelle, des persécutions de plusieurs minorités, codifiées par les conciles de Latran III et IV, il affirme que le lancement de la persécution est essentiellement le fait des autorités, qui inventent et structurent une « menace ». Il souligne la difficulté d'identifier les hérétiques, ceux-ci n'ayant pas de doctrine commune, et la responsabilité de l’autorité ecclésiastique et temporelle dans leur exclusion. Il insiste sur la difficulté du diagnostic des lépreux et sur l’usage allégorique de cette maladie (mort sociale du lépreux). Il retrace le développement d’un antisémitisme généralisé, excluant progressivement les Juifs des centres urbains et des charges administratives. Il présente ensuite les points communs de ces catégories, lesquelles finissent par devenir interchangeables en convergeant en un stéréotype unifié. Il élargit le propos aux « sodomites », terme qui en vient progressivement à désigner la seule homosexualité masculine, et aux prostituées. Il finit en proposant une généralisation de ce stéréotype commun à d'autres catégories (usuriers, sourds-muets, fous, pauvres). Toutefois, la thèse tire des faiblesses de ce qui fait sa force : son haut degré de généralité va de pair avec une certaine imprécision de l’argumentation, qui est parfois insatisfaisante, notamment dans son usage de concepts issus d’autres sciences humaines.      
- Chapitre 3. Pureté et danger

Dans ce chapitre, R.I. Moore développe un point central de sa thèse : contrairement à l'idée généralement répandue, la persécution des Juifs, des hérétiques et des lépreux n'est pas le résultat d'une hostilité populaire, mais plutôt d'une volonté délibérée des élites. Selon lui, il ne faut pas considérer la persécution menée par les élites comme l'expression des angoisses de la population dans son ensemble mais seulement comme la manifestation de la peur des agents du pouvoir. Une peur d'ordre social, propre à toutes les époques et à tous les régimes, qui est particulièrement exacerbée au cours des XIe – XIIIe siècles, période de profondes mutations des structures socio-économiques et politiques. Ainsi, afin de conserver le nouvel ordre établi, les élites marginalisent des groupes, par la construction de mythes (complot juif international, hérétique manichéen), qui permet de les désigner comme partisans d'une conspiration universelle contre le christianisme et de fait, contre la société dans son ensemble. Cela permet la légitimation d'un arsenal de persécution et de répression, dirigé contre ceux que les agents du pouvoir ont désignés comme appartenant à ces groupes déviants.
- Chapitre 4. Pouvoir et Raison

- Les ordalies :
La première partie du chapitre 4 présente l’institution de l’ordalie à travers un exemple concret. En se basant sur un cas a priori anodin, Robert Moore montre comment cette justice de prime abord populaire était insidieusement utilisée par les puissants de l’époque à leur avantage.
- Autorité et communauté : 
Moore décrit et analyse la prise de pouvoir de l'autorité unifiée et centralisée sur l'autorité des communautés plurielles, individuelles et autonomes au XIIe siècle. Cette prise de pouvoir est entièrement dépendante du processus de persécution, elle se produit en différentes étapes notamment la suppression de l'ordalie et la mise en place de l’enquête et l'infamie.
- Le triomphe de la raison :
Moore présente ici la justification principale prônée par les instigateurs de cette prise de pouvoir : la raison. Cette dernière est présentée comme cause et conséquence de cette prise de pouvoir. Nous le voyons à travers les litterati qui forment une classe et représentent cette professionnalisation et spécialisation de l'art de gouverner.
- Des intrigues à la répression :
Les accusations de sorcellerie, d’hérésie, s’expliquent par une compétition grandissante au sein d’une société de plus en plus hiérarchisée, aussi bien dans l’Église que dans l’État. En plus de rivalités politiques, ces accusations permettent de contrôler la population mais sont aussi un moyen de répression contre les diverses résistances au pouvoir. Il insiste sur le fait que ce n’est plus un « expédient » mais un « mécanisme », dont le pouvoir se sert et qui est également un de ses fondements. Ce phénomène est cristallisé autour d'une date, 1180, qui marque le renversement entre deux états de persécution : des intrigues à la répression.   
- L'ennemi vaincu :
M. Moore constate qu’il y a une exagération du phénomène hérétique par les contemporains : plus cela semble important, plus la persécution est encouragée, légitime. Cependant, M. Moore insiste bien sur le fait que l’"Église cathare" n'avait en aucun cas la possibilité de renverser l’Église catholique. Les Juifs, en revanche, pouvaient devenir les rivaux de groupes ou d'individus chrétiens dans les entourages seigneuriaux et princiers, raison pour laquelle ils suscitaient l'animosité. L'auteur conclut ce chapitre en soulignant que la persécution n’est pas à mettre à part du développement général extraordinaire des XIIe et XIIIe siècles : elle y contribue pleinement et ne saurait en être dissociée.

## Recensions
- Gérard Da Silva, dans Hommes & migrations, 1151-1152, 1992, p. 104-105, en ligne sur le site Persée.
- James B. Given, dans The American Historical Review, 94/1, 1989, p. 1071-1072.
- Robert E. Lerner, dans The Journal of Interdisciplinary History, 19/4, 1989, p. 659-660.
- Alexander Murray, dans English Historical Review, 416, 1990, p. 715-717.
- Edward Peters, dans The Catholic Historical Review, 75/3, 1989, p. 479-481.
- Miri Rubin, dans Speculum, 65/4, 1990, p. 1025-1027.
- Michel Sot, "La fabrication de l'hérétique", dans Le Monde, 8 novembre 1991.

## Traductions
- (nl) Ketters, heksen en andere zondebokken : Vervolging als middel tot macht 950-1250, Antwerp, 1988.
- (es) La formacion de una sociedad represora : Poder y disidenca en la Europa occidental, 950-1250, Barcelone, 1989.
- La persécution : sa formation en Europe, Xe – XIIIe siècle, trad. fr. Catherine Malamoud, Paris, Les Belles Lettres, 1991 (Rééd. Paris, 10/18, 1997).

## Liens connexes
- Ad abolendam
- Ad extirpanda
- Antisémitisme
- Catharisme
- Chasse aux sorcières
- Hérésies
- Inquisition
- Lépreux
- Robert I. Moore
- Vergentis in senium